# Luperina nigronotata
Luperina nigronotata är en fjärilsart som beskrevs av Joannis. Luperina nigronotata ingår i släktet Luperina och familjen nattflyn. Inga underarter finns listade i Catalogue of Life.